# Mestre Roxinho
Edielson da Silva Miranda, mais conhecido como Mestre Roxinho (Vera Cruz, 1 de novembro de 1969), é um capoeirista e CEO fundador do Instituo Bantu, entidade que é considerada referência nacional e internacional na utilização da capoeira angola como ferramenta de transformação social.

## Biografia e carreira
Mestre Roxinho, quando criança, tinha uma situação econômica bastante difícil, vendia geladinhos e ajudava no cuidado de seus irmãos junto de sua mãe. Assim, a família decide se mudar para Salvador, na esperança de buscarem melhores condições. Vivendo em barracos, Roxinho continuou a vender produtos nas ruas e ajudar a cuidar de seus irmãos mais novos durante ausência de sua mãe. Seus primeiros contatos com a capoeira foi com em 1976 por meio de seu avô na praça do Duro em Salvador, onde ocorria uma roda de capoeira com os mestres Gerson Quadrado, Mestre Paulo dos Anjos e outros capoeiristas da região.
Diante das dificuldades crescentes em sua vida, Roxinho decide viver nas ruas, um ambiente que ele já possuía familiaridade. Permaneceu por um ano nesta condição, afastado de sua família. Um tempo depois, passa a morar com seu irmão mais velho e passou a ajudá-lo a vender café pelas ruas de Salvador. Durante estes trajetos, conheceu o Mestre Virgílio da Fazenda Grande, o qual passou a ensiná-lo o ofício da serralheria e os conhecimentos da capoeira, se tornando então o seu mestre na Academia de Capoeira Angola 1° de Maio.
Em 1982, Roxinho passa então a morar com Mestre Virgílio devido a suas dificuldades econômicas, apenas deixando a casa de seu mestre em meados da década de 1990. Deste modo, Virgílio se torna uma referência paterna além de referência na capoeira para ele, uma vez que a generosidade de Virgílio serviu de inspiração para os futuros trabalhos sociais de Mestre Roxinho.
Roxinho passa então a trabalhar com ensino de capoeira para idosos e crianças de forma gratuita na Bahia, sendo que em 1998 ele cria um projeto social, chamado à época de Projeto Erê-menino vem gingar, mais tarde denominado Projeto Bantu. No ano seguinte, funda a Escola de Capoeira Angola Mato Rasteiro – ECAMAR, em Salvador. Após isso, Mestre Roxinho sai de Salvador e se instala na cidade de Lins (São Paulo), dedicando-se inteiramente ao ensino da capoeira com foco na capoeira angola como instrumento de educação e socialização. Em 2002, Mestre Virgílio o concede o título de Mestre de capoeira e já em 2006, Roxinho se muda para Sydney na Austrália e funda a ECAMAR por lá, dando continuidade ao Projeto Bantu. Atualmente, o Projeto Bantu é uma ONG, atua na Austrália, na região da Ásia-pacífico e no Brasil, onde está sendo construído um Centro Cultural do Projeto Bantu na Ilha de Itaparica.
Em 2023, Mestre Roxinho lançou seu livro "Ginga de Resiliência: Capoeira Angola para além da Roda", o qual foi apresentado no Festival Literário da Bahia (FLIPAR) de 2024.
Em 2024, seu Projeto Instituto Cultural Bantu recebe por voto popular o Prêmio LED da Emissora Globo na categoria Empreendedores e Organizações.
Mestre Roxinho é Ogã confirmado do Ilê Axé Opô Ajagunã, terreiro tombado pelo IPAC, em Areia Branca, Lauro de Freitas.